# Eugoa formosicola
Eugoa formosicola là một loài bướm đêm thuộc phân họ Arctiinae, họ Erebidae.